# Tomáš Kubín
Tomáš Kubín (né le 24 juillet 1962 a Jindřichův Hradec) est une deputé européen représentant la Tchéquie.

## Carrière politique
Lors des élections municipales de 1998, il a été élu conseiller municipal de la ville de České Budějovice en tant que membre de l'ODS. Lors des élections de 2002, il a renouvelé son mandat de conseiller municipal et, en novembre 2002, il est devenu adjoint au maire chargé de l'économie, des biens et de l'informatique. Toutefois, fin août 2006, il a démissionné de son poste d'adjoint au maire pour occuper un nouvel emploi dans le secteur privé. Il est resté membre du conseil municipal jusqu'aux élections d'octobre 2006, où il n'a pas présenté sa candidature.
Il est redevenu conseiller municipal après les élections de 2022, cette fois en tant que membre du mouvement ANO. Il préside la commission du conseil municipal pour l'environnement.
Lors des élections régionales de 2004, il a été candidat au Conseil de la région de Bohême du Sud en tant que membre de l'ODS, occupant la 45e position sur la liste, mais il n'a pas été élu. Il n'a pas non plus réussi à être élu lors des élections de 2020, où il se présentait en tant que membre du mouvement ANO à la 56e position sur la liste.
Aux élections européennes de juin 2024, il a été candidat sur la liste du mouvement ANO, occupant la 8e position. Le parti a remporté 7 sièges, et il est devenu le premier suppléant. Kubín s'est donc préparé à devenir assistant de l'eurodéputée Jaroslava Pokorná Jermanová. Le 15 juillet 2024, cependant, son collègue de parti Martin Hlaváček a annoncé qu'il ne prendrait pas ses fonctions de député européen pour des raisons personnelles graves. Kubín deviendra ainsi le nouveau député européen.